# Karate-Weltmeisterschaften 2016
Die Karate-Weltmeisterschaften 2016 fanden vom 25. bis 30. Oktober 2016 in Linz, Österreich statt. An den 23. Weltmeisterschaften nahmen insgesamt 1024 Karateka aus 118 Ländern teil. Veranstaltungsort war die TipsArena Linz.

## Medaillen

### Herren
| Disziplin         | Gold             | Silber               | Bronze              |
| ----------------- | ---------------- | -------------------- | ------------------- |
| Kata Herren       | Ryo Kiyuna       | Damián Quintero      | Ilja Smorguner      |
| Kata Herren       | Ryo Kiyuna       | Damián Quintero      | Antonio Díaz        |
| Kata Team         | Japan            | Frankreich           | Italien             |
| Kata Team         | Japan            | Frankreich           | Spanien             |
| Kumite bis 60 kg  | Amir Mehdizadeh  | Geoffrey Berens      | Firdovsi Fərzəliyev |
| Kumite bis 60 kg  | Amir Mehdizadeh  | Geoffrey Berens      | Sofiane Agoudjil    |
| Kumite bis 67 kg  | Jordan Thomas    | Yves Martial Tadissi | Steven Da Costa     |
| Kumite bis 67 kg  | Jordan Thomas    | Yves Martial Tadissi | Andrés Madera       |
| Kumite bis 75 kg  | Rəfael Ağayev    | Rahman Omar Abdel    | Luigi Busà          |
| Kumite bis 75 kg  | Rəfael Ağayev    | Rahman Omar Abdel    | Aliashgar Asiabari  |
| Kumite bis 84 kg  | Ryūtarō Araga    | Aykhan Mamayev       | Zabiollah Poorshab  |
| Kumite bis 84 kg  | Ryūtarō Araga    | Aykhan Mamayev       | Kenji Grillon       |
| Kumite über 84 kg | Sajjad Ganjzadeh | Ashraf Quchen        | Anđelo Kvesić       |
| Kumite über 84 kg | Sajjad Ganjzadeh | Ashraf Quchen        | Herolind Nishevci   |
| Team              | Iran             | Japan                | Deutschland         |
| Team              | Iran             | Japan                | Frankreich          |

### Damen
| Event             | Gold                    | Silber             | Bronze               |
| ----------------- | ----------------------- | ------------------ | -------------------- |
| Kata Damen        | Kiyou Shimizu           | Sarah Sayed        | Viviana Bottaro      |
| Kata Damen        | Kiyou Shimizu           | Sarah Sayed        | Sandra Sánchez Jaime |
| Kata Team         | Japan                   | Spanien            | Italien              |
| Kata Team         | Japan                   | Spanien            | Türkei               |
| Kumite bis 50 kg  | Alexandra Recchia       | Miho Miyahara      | Radwa Sayed          |
| Kumite bis 50 kg  | Alexandra Recchia       | Miho Miyahara      | Bettina Plank        |
| Kumite bis 55 kg  | Emily Thouy             | Valeria Kumizaki   | Wen Tzu-yun          |
| Kumite bis 55 kg  | Emily Thouy             | Valeria Kumizaki   | Sara Yamada          |
| Kumite bis 61 kg  | Giana Farouk            | Lucie Ignace       | Anita Serjohina      |
| Kumite bis 61 kg  | Giana Farouk            | Lucie Ignace       | Ingrida Suchánková   |
| Kumite bis 68 kg  | Alisa Theresa Buchinger | Katrine Pedersen   | Ivona Ćavar          |
| Kumite bis 68 kg  | Alisa Theresa Buchinger | Katrine Pedersen   | Marina Raković       |
| Kumite über 68 kg | Ayumi Uekusa            | Eleni Chatziliadou | Dominika Tatárová    |
| Kumite über 68 kg | Ayumi Uekusa            | Eleni Chatziliadou | Hamideh Abbasli      |
| Team              | Frankreich              | Spanien            | Vereinigte Staaten   |
| Team              | Frankreich              | Spanien            | Ägypten              |

## Medaillenspiegel
| Rang  | Land                    | Gold | Silber | Bronze | Gesamt |
| ----- | ----------------------- | ---- | ------ | ------ | ------ |
| 1     | Japan                   | 6    | 2      | 1      | 9      |
| 2     | Frankreich              | 3    | 2      | 4      | 9      |
| 3     | Iran                    | 3    | 0      | 3      | 6      |
| 4     | Ägypten                 | 1    | 2      | 2      | 5      |
| 5     | Aserbaidschan           | 1    | 1      | 1      | 3      |
| 6     | Österreich              | 1    | 0      | 1      | 2      |
| 7     | England                 | 1    | 0      | 0      | 1      |
| 8     | Spanien                 | 0    | 3      | 2      | 5      |
| 9     | Brasilien               | 0    | 1      | 0      | 1      |
| 9     | Dänemark                | 0    | 1      | 0      | 1      |
| 9     | Griechenland            | 0    | 1      | 0      | 1      |
| 9     | Ungarn                  | 0    | 1      | 0      | 1      |
| 9     | Marokko                 | 0    | 1      | 0      | 1      |
| 9     | Niederlande             | 0    | 1      | 0      | 1      |
| 15    | Italien                 | 0    | 0      | 4      | 4      |
| 16    | Deutschland             | 0    | 0      | 2      | 2      |
| 16    | Slowakei                | 0    | 0      | 2      | 2      |
| 16    | Venezuela               | 0    | 0      | 2      | 2      |
| 19    | Bosnien und Herzegowina | 0    | 0      | 1      | 1      |
| 19    | Chinesisch Taipeh       | 0    | 0      | 1      | 1      |
| 19    | Kroatien                | 0    | 0      | 1      | 1      |
| 19    | Kosovo                  | 0    | 0      | 1      | 1      |
| 19    | Montenegro              | 0    | 0      | 1      | 1      |
| 19    | Türkei                  | 0    | 0      | 1      | 1      |
| 19    | Ukraine                 | 0    | 0      | 1      | 1      |
| 19    | Vereinigte Staaten      | 0    | 0      | 1      | 1      |
| Total | Total                   | 16   | 16     | 32     | 64     |